# Бачович, Максим
Максим Бачович (1848, Кленак — 1876, Баньани[уточнить]) — черногорско-герцеговинский воевода, сын Йована Бачовича.

## Биография
Он начал получать образование в монастыре Косиерово, не только духовное, но и культурное и политическое. Он окончил начальную школу в Цетинье, за счет государства Черногория по рекомендации князя Николы и воеводы Петра Вукотича.
Он был клерком и сподвижником своего дяди, воеводы баньанского Симо Бачовича. Максим был назначен воеводой Баньани в 1872 по приказу князя Николы и стал одним из самых молодых черногорско-герцеговинских воевод.
Он начал в 1873 вместе с Стефаном Зимоньичем, Герцеговинское восстание. Он был посредником между принцем Николой и Герцеговинской лигой. Ведение переговоров с турецким пашой в Мостаре и Сараево сыграло значительную роль в его политической карьере.
В Невесиньской пушке Максим оказался чрезвычайно смелым. Он участвовал во многих сражениях, таких как на Мошке вблизи Требинье, Главском долу, на Поповом Поле, в Муратовичах и в Пиви. Он был лидером и Баньани и Рудины, в повстанческих действиях в Биельяни, Коричком городе, Гацко, Звиерини. В качестве члена Генерального штаба ему была поставлена задача, предотвратить вторжение турецких войск на их пути в Дубровник из Требинье. Во время восстания он сотрудничал с воеводой Пеко Павловичем. Он был сторонником объединения Черногории и Герцеговины.
Он был убит в битве между Радован ждрийела и Глуве смокве, о которых писали и ряде европейских газет того времени. Похоронная колонна отправилась из Дубровника, Конавала, Суторине, Херцег Нови и Рисна до Грахова, где он был похоронен. Его останки и памятник были перенесены в 1970 году на его родину.
После его смерти было много проблем. А именно, не было точно известно, когда он умер. По одной из версий, он был убит турками, а по другой, был убит по приказу Петра Вукотич, из-за содействия Максима с Пеко Павловичу, который повздорил с князем Николой.
Воспевался во многих песнях, а Джура Якшич посвятил ему картину, изображающую его смерть. Он был награждён главной медалью Черногории посмертно.